# Klaus Toppmöller
Klaus Toppmöller est un footballeur allemand, aujourd'hui entraîneur, né le 12 août 1951 à Rivenich. Il évoluait au poste d'attaquant.
Il a notamment été finaliste de la Ligue des Champions en 2002 alors qu'il était entraîneur du Bayer Leverkusen. 
Il est le père de Dino Toppmöller.  

## Carrière

### Joueur
- 1972-1980 : FC Kaiserslautern  Allemagne
- 1980-1984 : Dallas Tornado  États-Unis
- 1985-1987 : FSV Salmrohr  Allemagne

### Entraîneur
- 1987-1988 : FSV Salmrohr  Allemagne
- 1988-1990 : SSV Ulm  Allemagne
- 1990-1991 : Erzgebirge Aue  Allemagne
- 1991-1993 : Waldhof Mannheim  Allemagne
- 1993-1994 : Eintracht Francfort  Allemagne
- 1994-1999 : VfL Bochum  Allemagne
- 1999-2000 : FC Saarbrücken  Allemagne
- 2001-2003 : Bayer Leverkusen  Allemagne
- 2003-2004 : Hambourg SV  Allemagne
- 2006-2008 :  Géorgie (sélectionneur)

## Palmarès

### Joueur
- 3 sélections et 1 but avec l'équipe d'Allemagne entre 1976 et 1979
- Finaliste de la Coupe d'Allemagne de football en 1976 avec le FC Kaiserslautern
- Troisième du Championnat d'Allemagne en 1979 et 1980 avec le FC Kaiserslautern

### Entraîneur
- Finaliste de la Ligue des Champions en 2002 avec le Bayer Leverkusen
- Vice-Champion d'Allemagne en 2002 avec le Bayer Leverkusen
- Finaliste de la Coupe d'Allemagne en 2002 avec le Bayer Leverkusen

### Distinctions
- Élu meilleur entraîneur de Bundesliga en 2002